# Église Saint-Philippe de Saint-Philippe-d'Aiguille
Pour les articles homonymes, voir Église Saint-Philippe.
L'église Saint-Philippe est une église catholique. située dans la commune de Saint-Philippe-d'Aiguille, dans le département de la Gironde, en France.

## Localisation
L'église est située au cœur du bourg, à proximité de la route départementale D123 (Saint-Cybard en Dordogne au nord et Castillon-la-Bataille au sud).

## Historique
L'édifice roman des XIe et XIIe siècles est classé au titre des monuments historiques en 1920.
Cet édifice a subi de nombreuses transformations.
Au XIe siècle, construction d'une nef en moellons raidie par des contreforts d'appareil. Son lambris primitif est remplacé au siècle suivant par deux coupoles sur pendentifs.
Au XVIe siècle, construction du transept postérieur à la nef et surmonté d'un clocher carré, puis prolongé d'un chevet (partie d'une église qui se trouve à la tête de la nef, derrière le chœur) gothique.
Les chapelles latérales furent édifiées en 1651 pour la chapelle sud et en 1696 pour la chapelle nord.

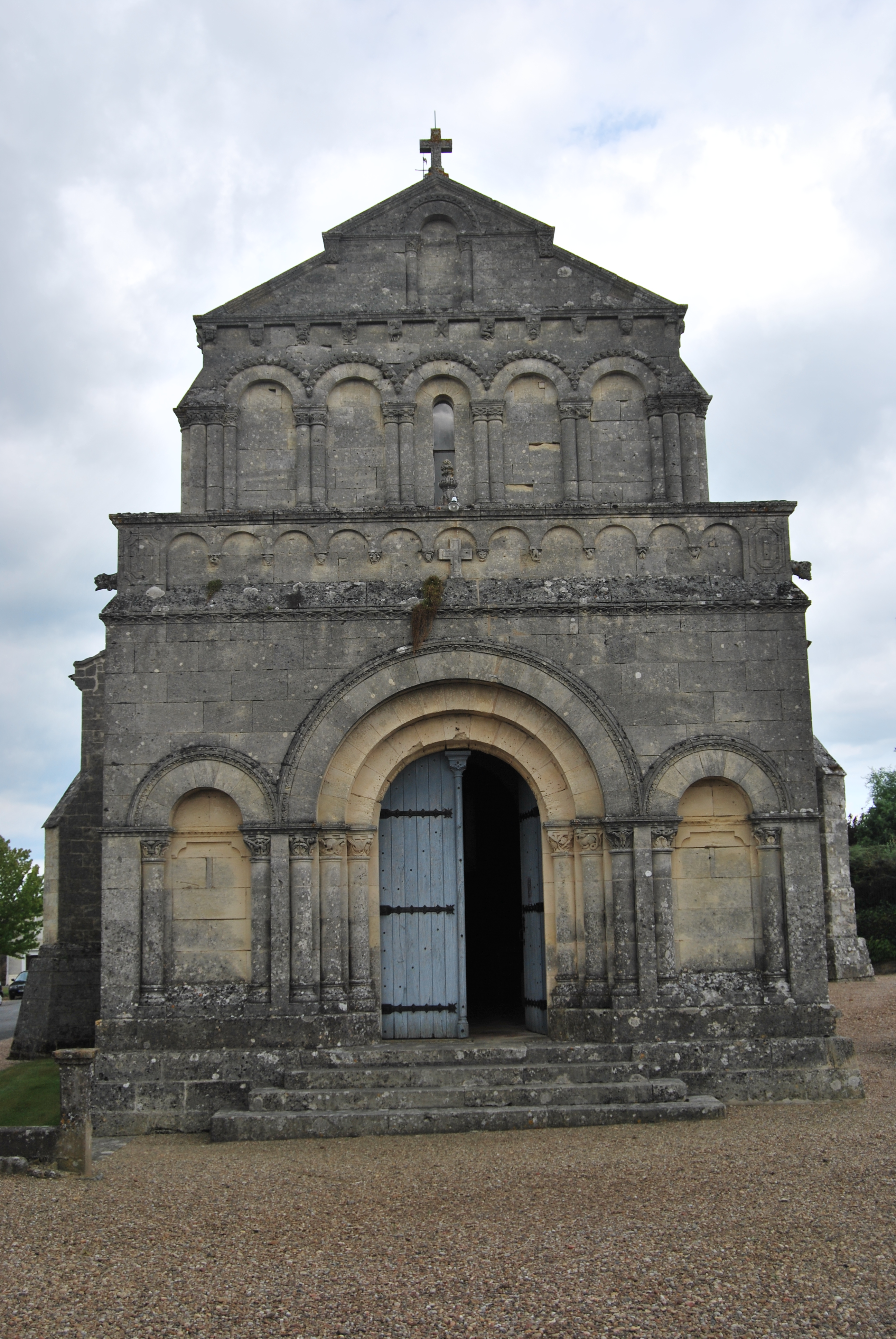
Le narthex, ou vestibule, avec porte à voussure nue, flanquée de deux portes feintes.
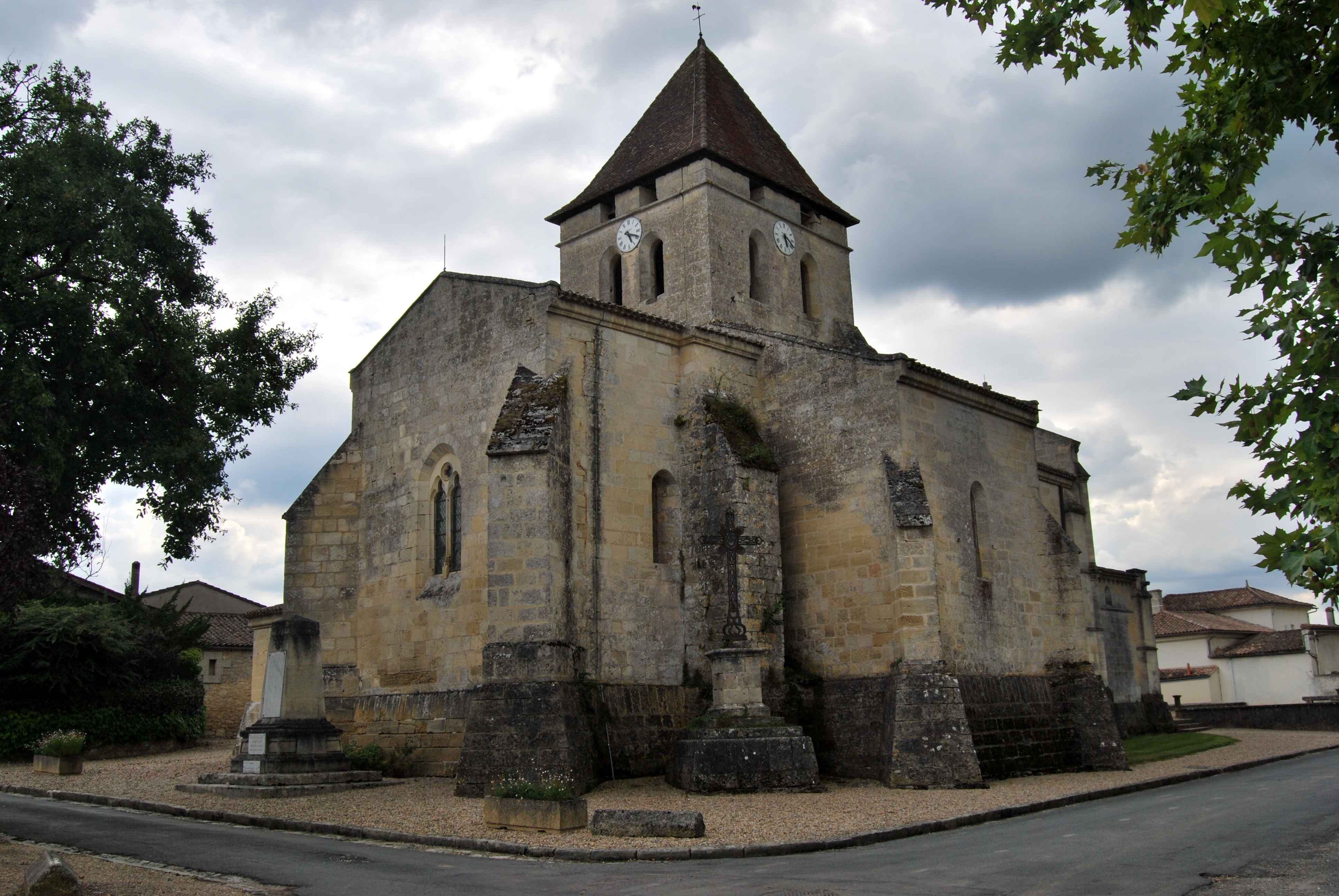
L'église, vue du nord-est

Seule, la façade ouest présente de nombreuses sculptures, le fronton est orné d'un encorbellement fait d'arcades feintes à voussures, surmontées par des corbeaux représentant les sept péchés capitaux.

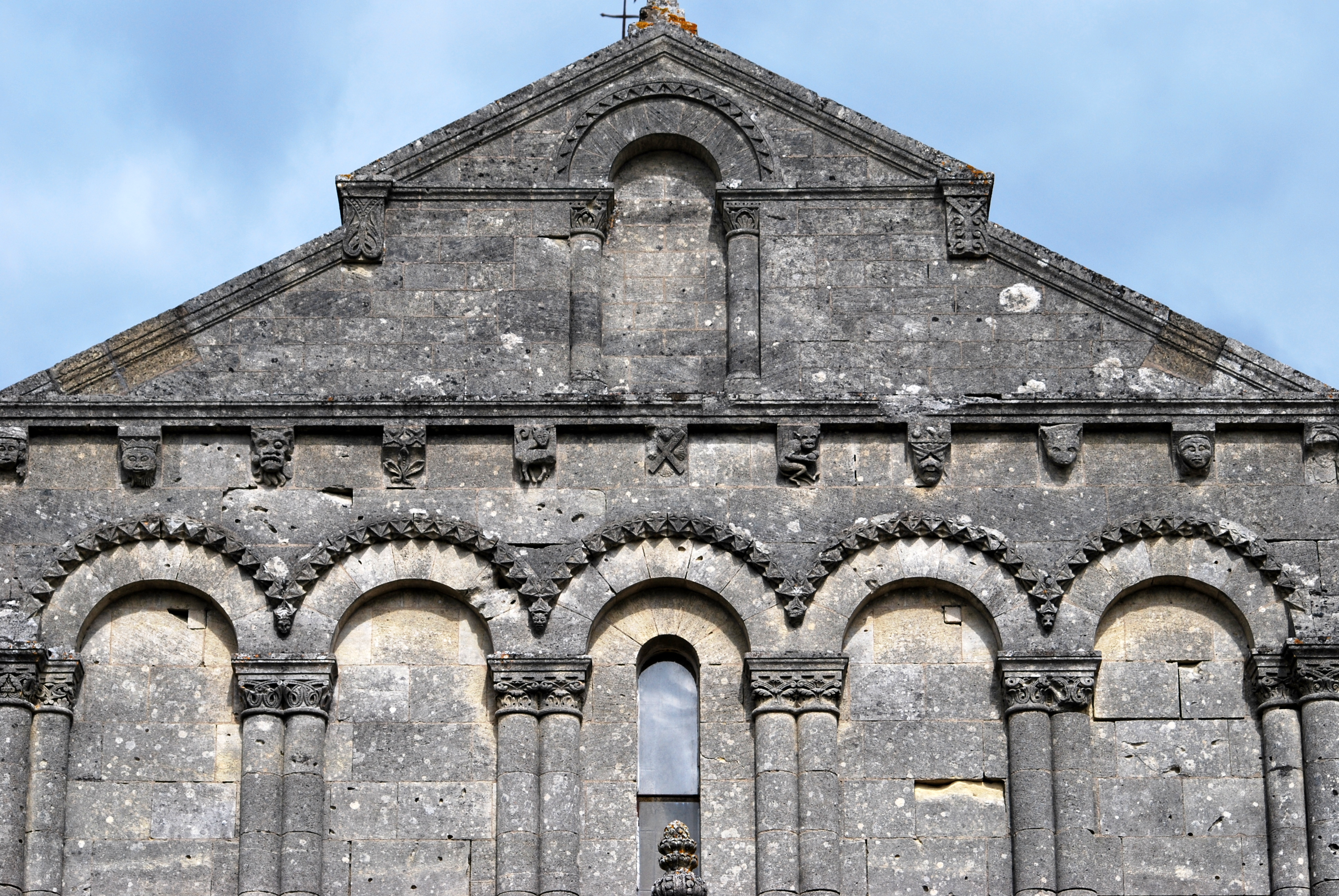
Le fronton ouest
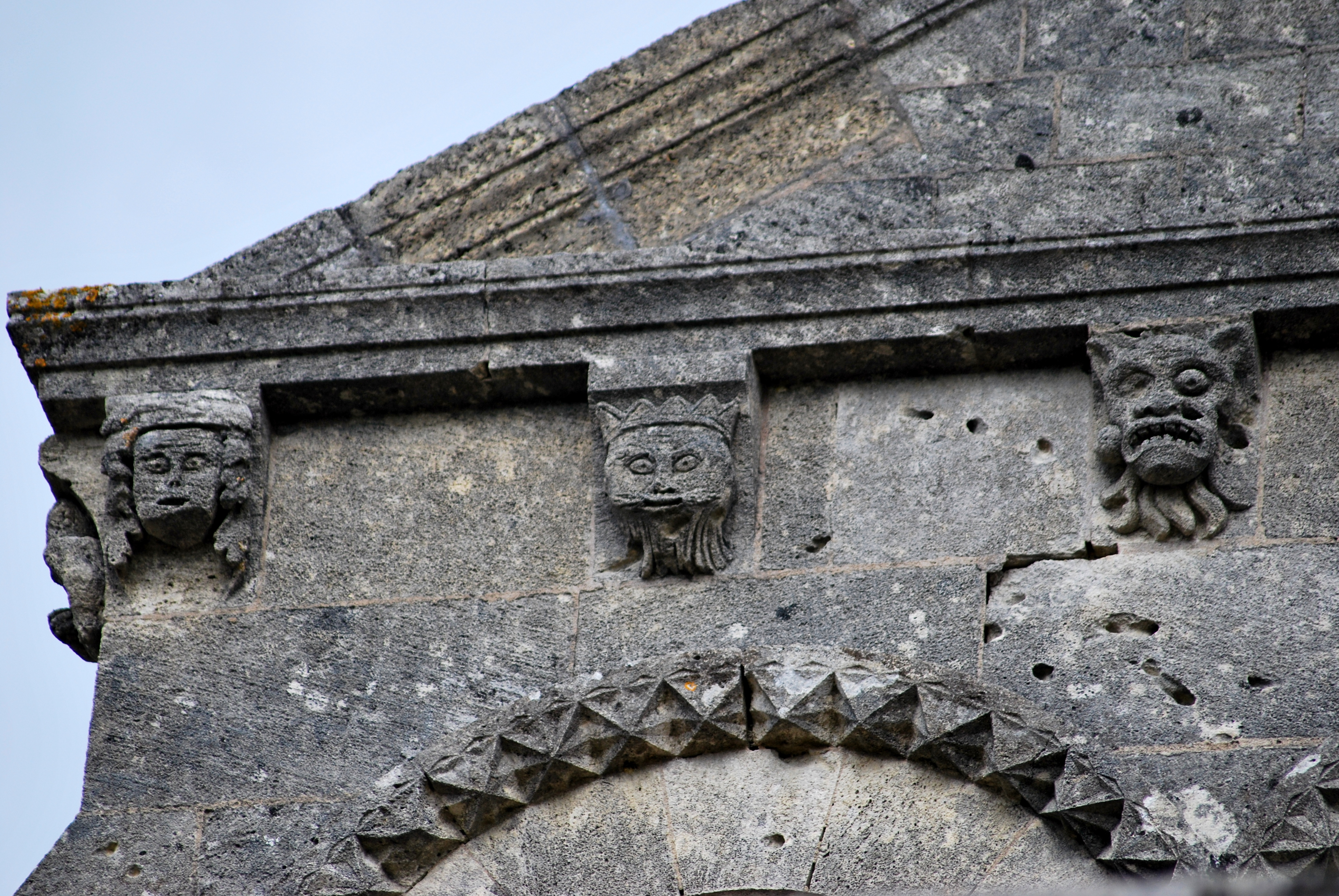
Les corbeaux
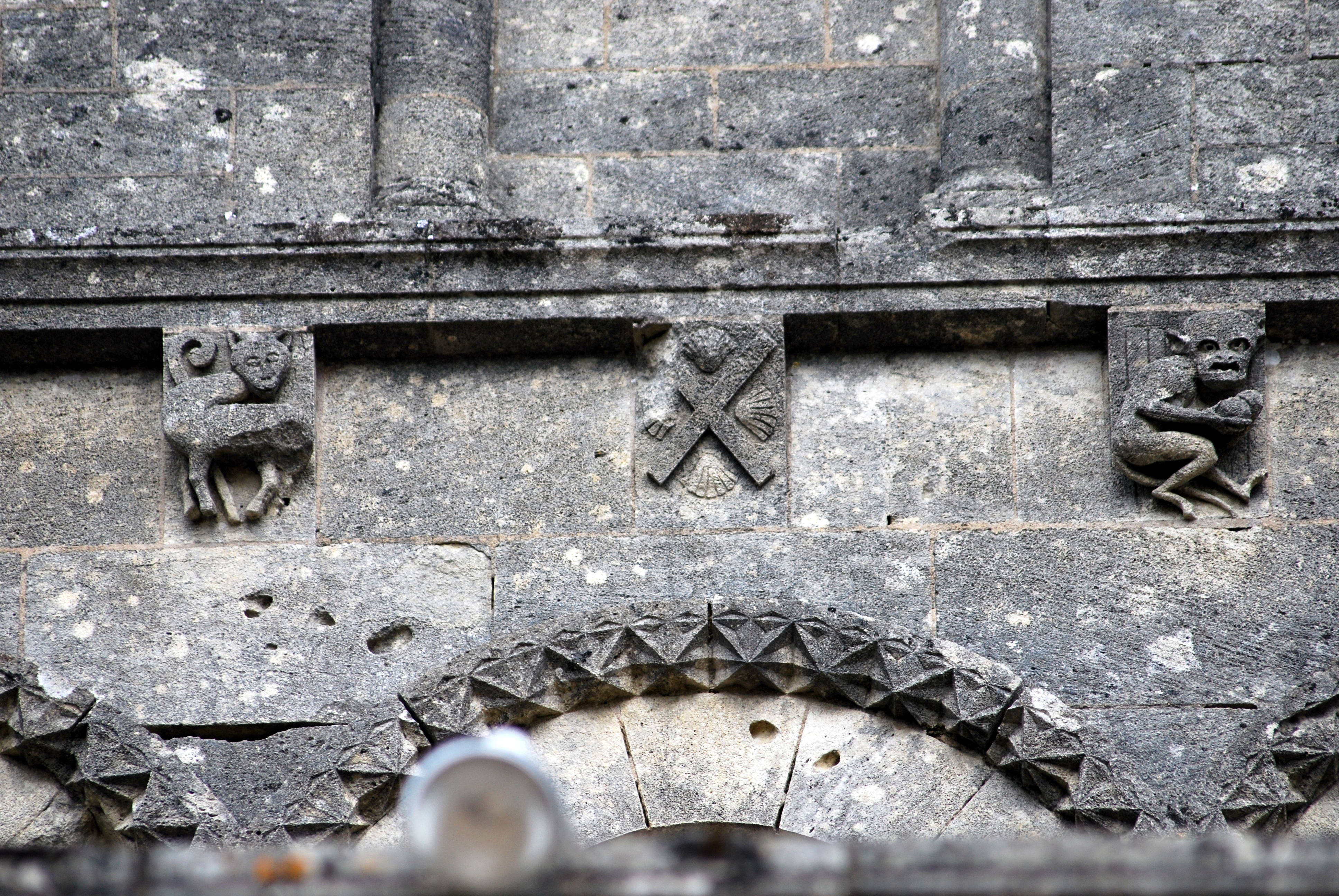
Les corbeaux
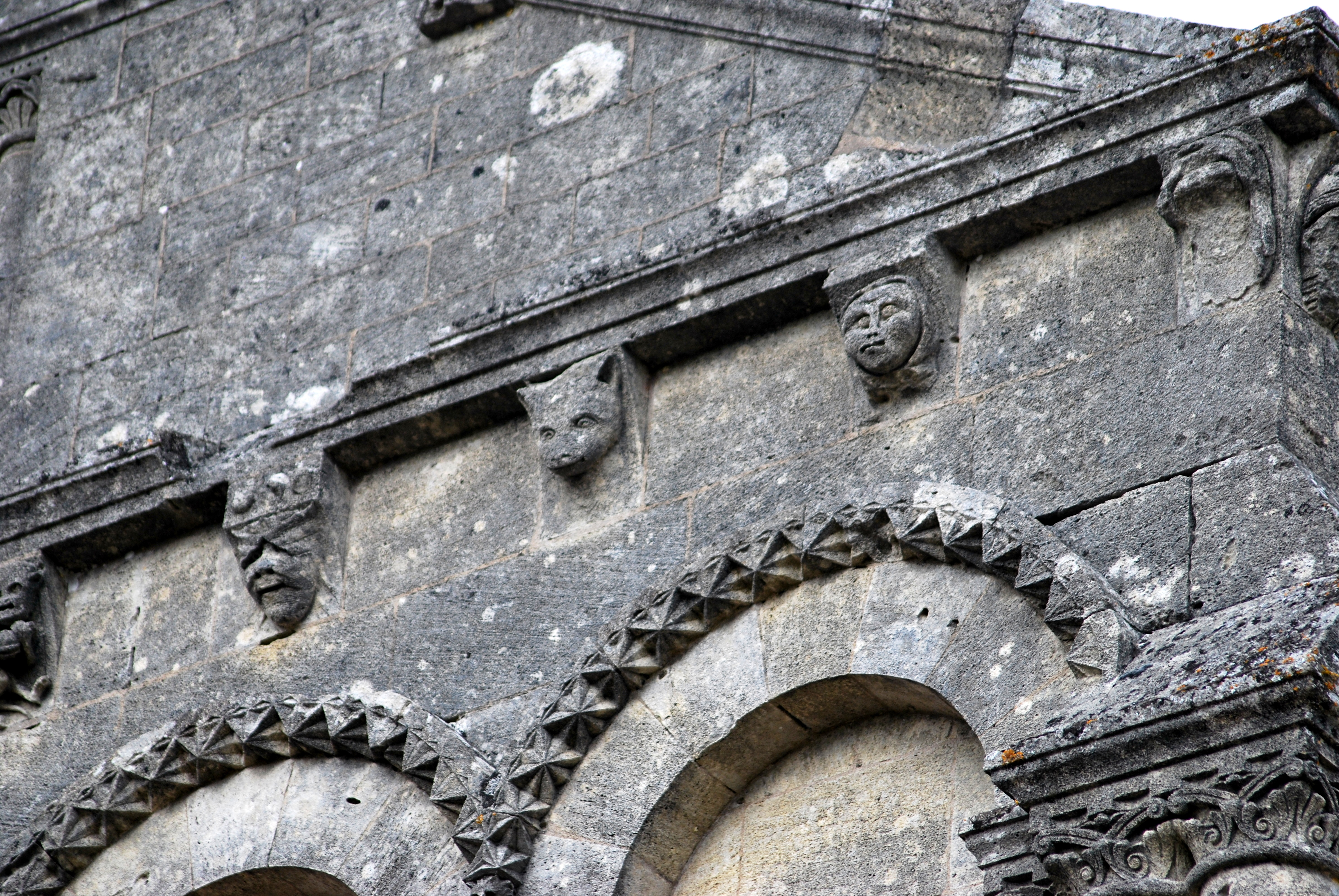
Les corbeaux
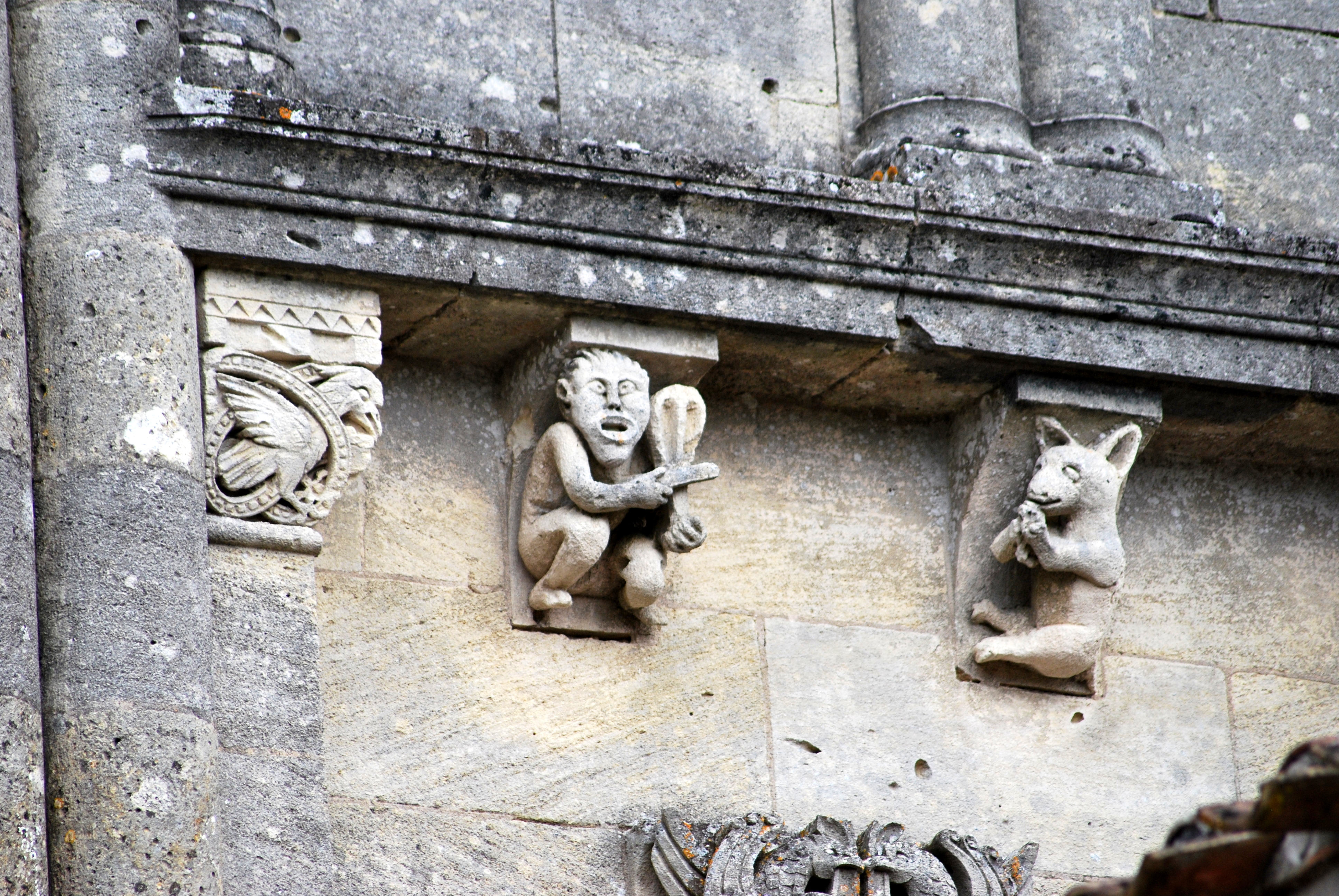
Les corbeaux
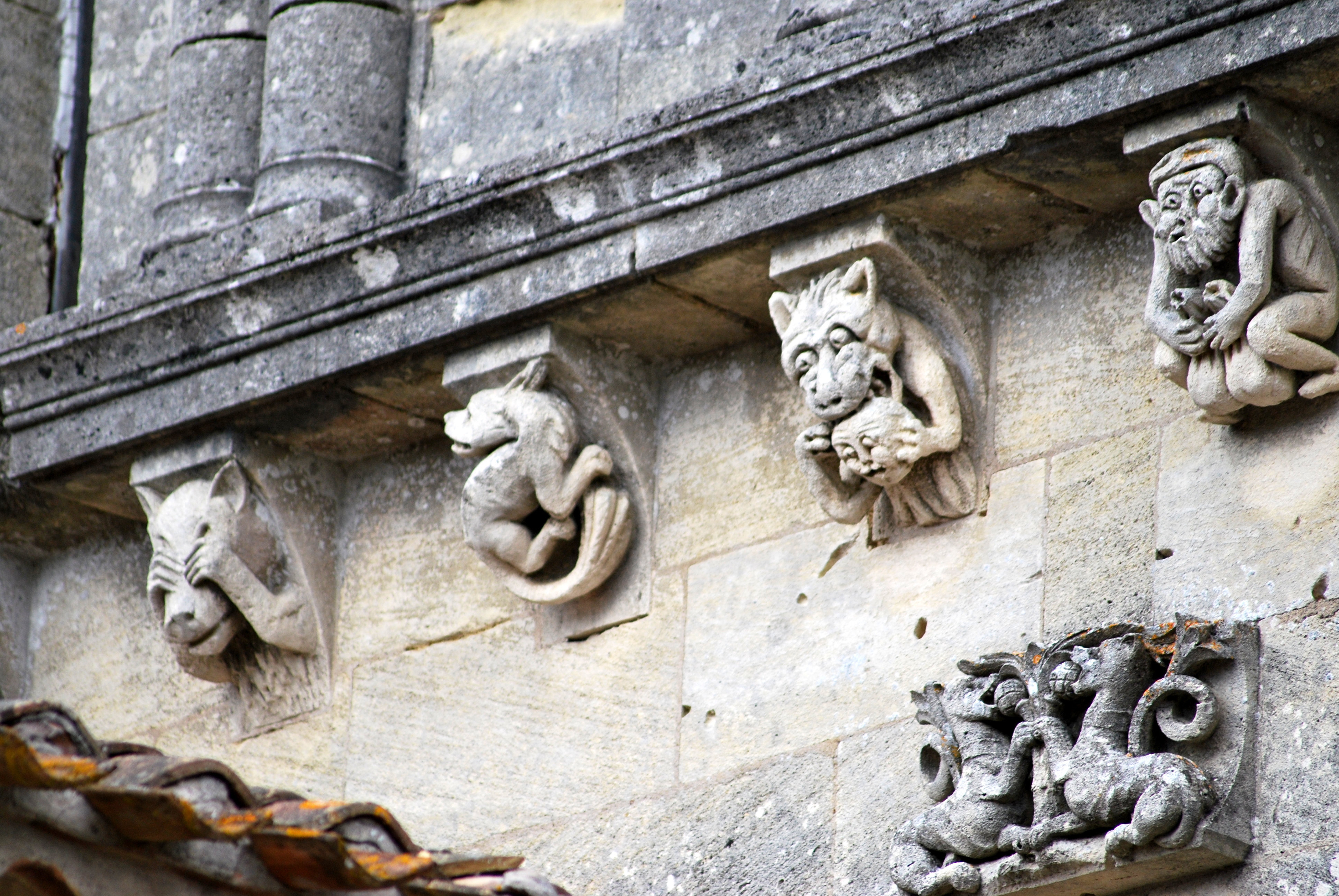
Les corbeaux

En 1927, un violent orage incendie le chevet et la chapelle nord, brise les vitraux et détruit les peintures. Le chevet est restauré par la suite en 1929.

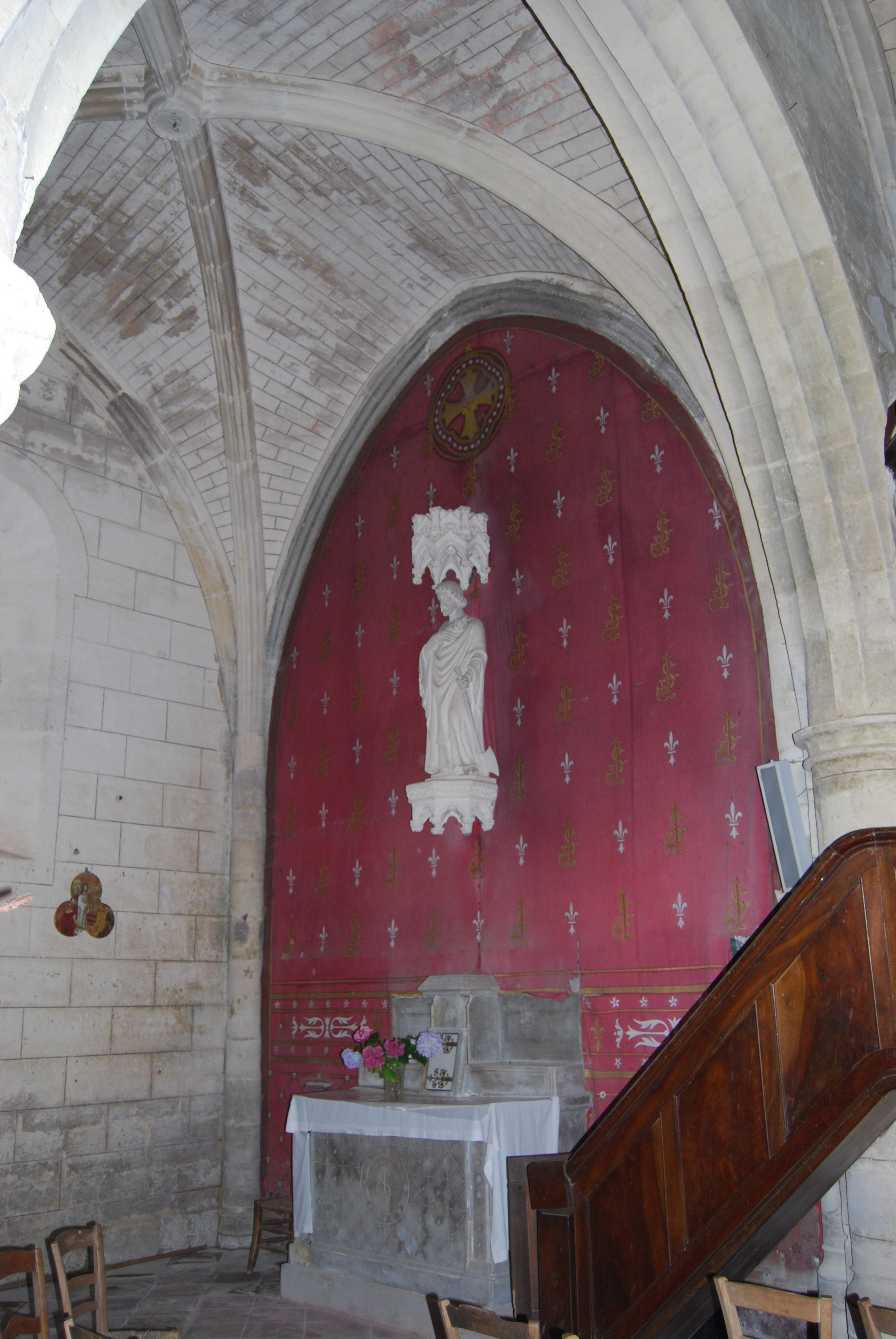
La chapelle nord
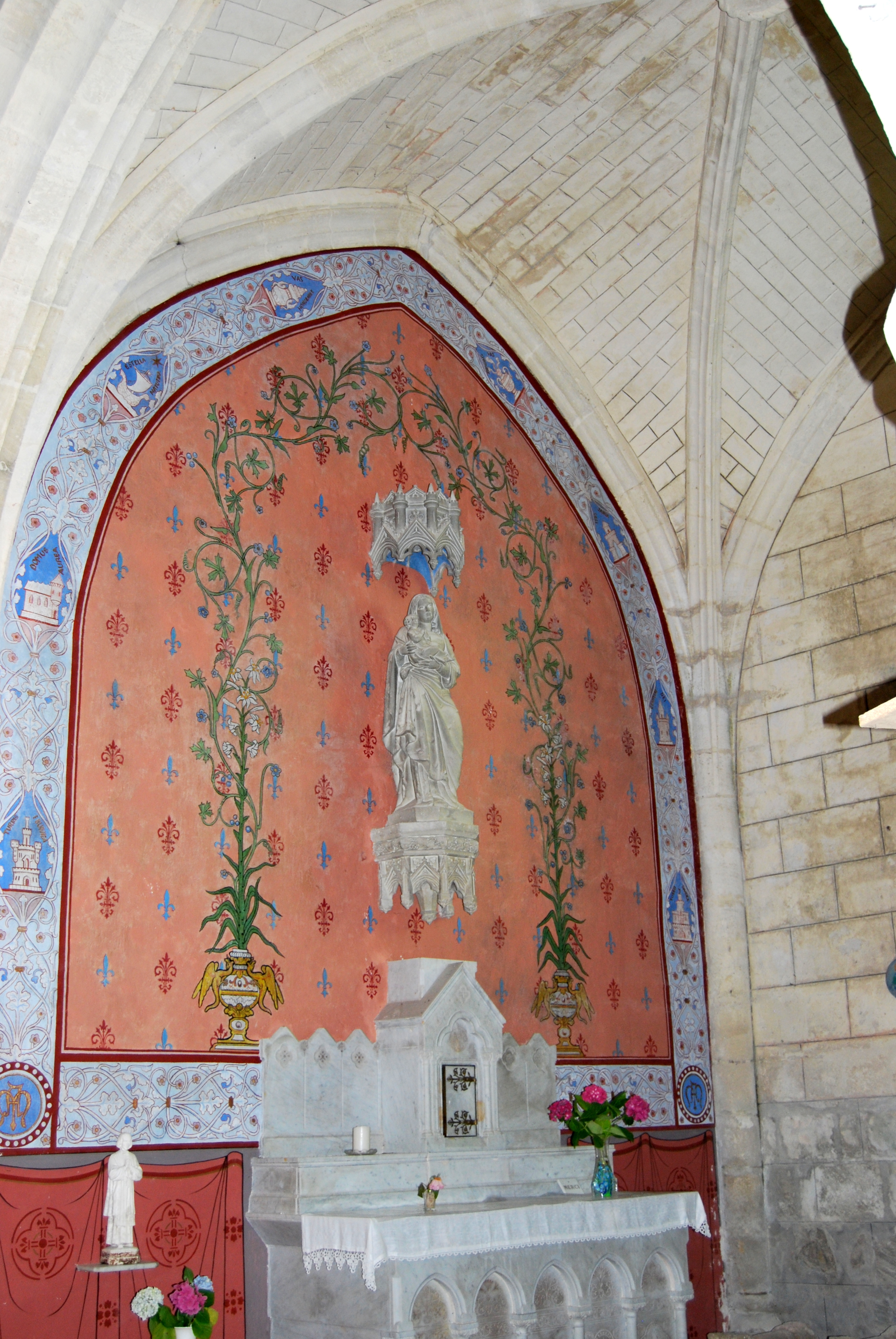
La chapelle sud
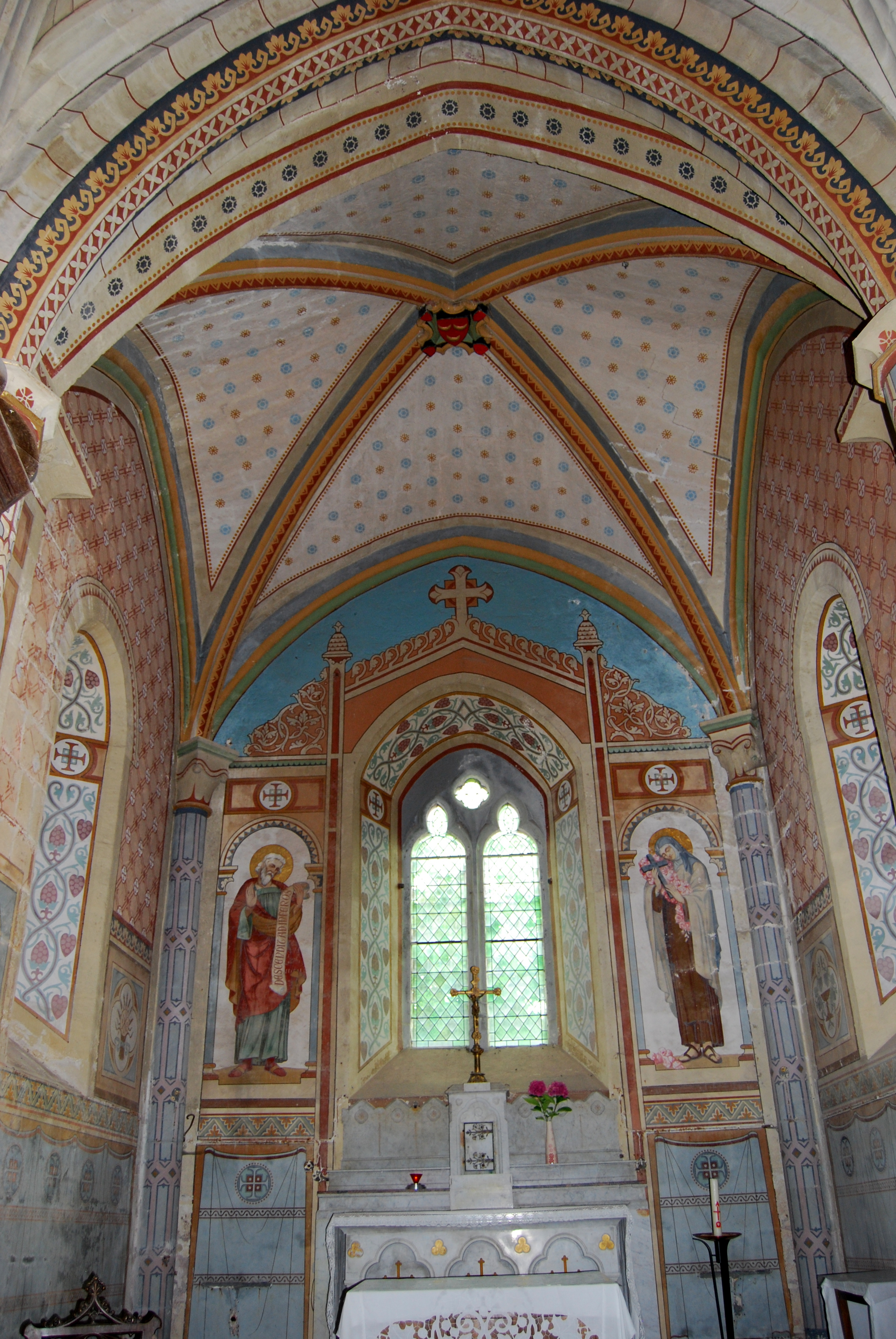
Le chevet
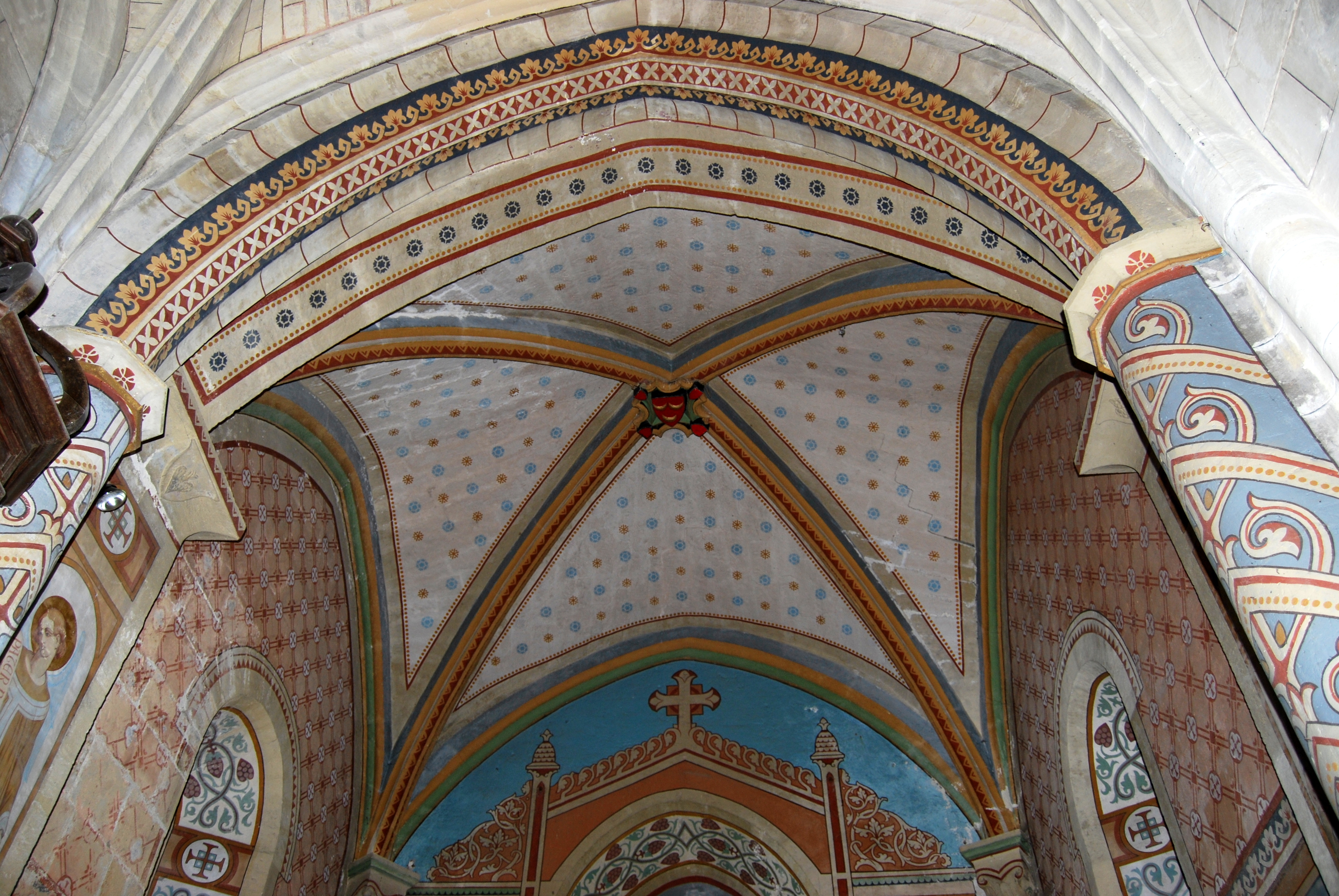
Le chevet
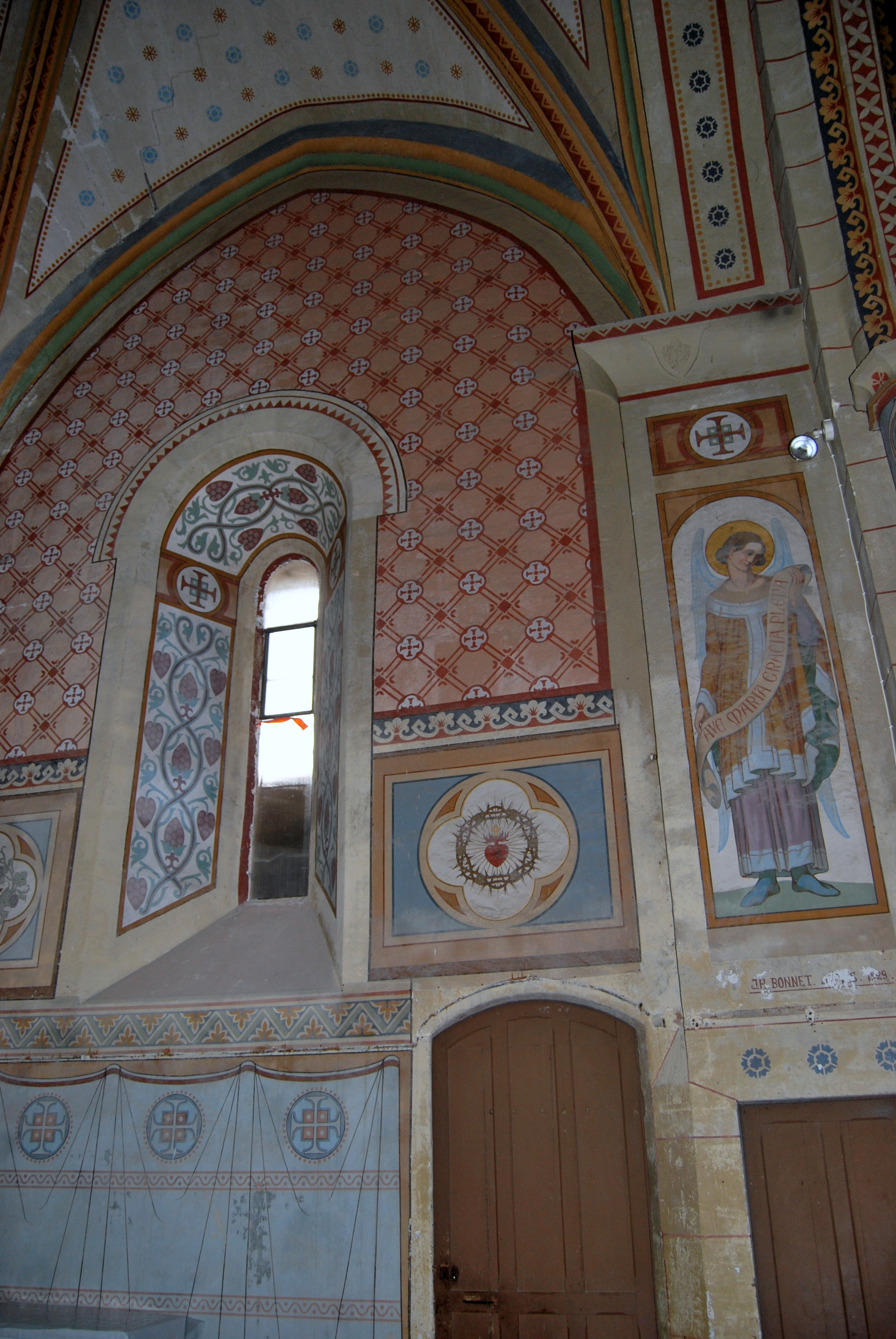
Le chevet